# Ситников, Сергей Константинович
Серге́й Константи́нович Си́тников (род. 18 января 1963, Кострома) — российский государственный и политический деятель. Губернатор Костромской области с 28 апреля 2012 (врио 13—28 апреля 2012, 15 мая — 15 октября 2015).

## Биография
Сергей Константинович Ситников родился 18 января 1963 года в городе Костроме. 
В 1981 году окончил среднюю школу № 34 на улице Никитская. В 1986 году окончил историко-педагогический факультет Костромского педагогического института по специальности «Учитель истории и обществоведения, методист воспитательной работы».
В 1986—1987 годах проходил срочную службу в Советской армии.

### Комсомол и комсомольская газета
С ноября 1987 по февраль 1991 года работал в Костромском областном комитете ВЛКСМ, где прошёл путь от инструктора отдела комсомольских организаций до заведующего идеологическим отделом, и затем секретаря Костромского обкома ВЛКСМ. В эти годы в комсомоле, как неотъемлемой части всей советской системы, усилился кризис. 
В 1989 году решением костромского облисполкома Ситников был включён в состав избирательной комиссии Костромской области.
В декабре 1989 года начался распад ВЛКСМ, в связи с чем в феврале 1990 года, в связи с созданием Компартии РСФСР, был образован ЛКСМ РСФСР, при этом пока ещё в составе ВЛКСМ. В октябре 1991 года прошла конференция ЛКСМ РСФСР, на которой было принято решение об отказе от коммунистического направления. В связи с этим, российский комсомол был переименован в Российский Союз Молодёжи (РСМ). Костромской обком ВЛКСМ был ликвидирован 11 ноября 1991 года в связи с прекращением деятельности партийных структур.
В 1991 году (по другим сведениям — ещё с 1989 года) стал главным редактором костромской областной газеты «Молодой ленинец», которая издавалась администрацией Костромской области.
Постановлением бюро Костромского обкома Российского Союза Молодёжи (РСМ) от 9 декабря 1991 года, во исполнение постановления VI пленума ОК РСМ (1 ноября 1991 года) был утверждён новый устав газеты с названием «Молодёжная линия». С 14 декабря 1991 года газета стала называться «Молодёжная линия». С января 1992 года по март 1992 года газета «Молодёжная линия» именовалась общественным молодежным изданием. С 20 марта 1992 года газета получила статус еженедельного молодежного издания Костромской области.

### В администрации Костромской области
С 1992—1998 годах занимал должность председателя комитета по делам молодежи, семьи и детства в администрации Костромской области. С 1992 года по январь 1997 года при губернаторе В. П. Арбузове.
Летом 1995 года началась подготовка к выборам в Государственную думу 2 созыва, назначенным на 17 декабря 1995 года. Сергей Ситников был включён список кандидатов, выдвинутого избирательным блоком «Блок Ивана Рыбкина». В зарегистрированном 20 октября списке Ситников был первым номером в региональной группе от Костромской области. По итогам выборов блок не преодолел 5-процентный барьер.
В 1996 году по инициативе Ситникова в Костроме был проведен фестиваль авторской песни, посвященный 20-летию Костромского клуба авторской песни (Костромской клуб самодеятельной песни).
С января 1997 года при губернаторе В. А. Шершунове сохранил должность в комитете. В марте 1997 года Сергей Ситников как председатель комитета по делам молодежи администрации области был членом призывной комиссии Костромской области. В апреле 1997 года новое постановление о комитете по делам молодёжи подписал первый заместитель главы администрации Костромской области Ю. Ф. Цикунов.

### ГТРК «Кострома»
1998—2004
В ноябре 1998 года назначен председателем ГТРК «Кострома» (филиал ВГТРК).
С сентября 2002 года, параллельно с руководством ГТРК «Кострома», — председатель калининградской ГТРК «Янтарь». В марте 2004 года его сменил Владимир Шаронов. Сообщалось, что должность директора калининградской ГТРК «Янтарь» Сергей Ситников покинул «по семейным обстоятельствам».
Балтийская медиагруппа (2004)
В августе 2004 года Ситников по приглашению Олега Руднова занял должность генерального директора «Балтийской Медиа Группы» в Санкт-Петербурге. Холдинг на базе петербургского «Радио Балтика» в 2003 году организовал и возглавил Олег Руднов. В него входили радиостанция «Радио Балтика», газеты: «Невское время», «Смена», «Вечернее время», Балтийское информационное агентство и агентство рекламных технологий «Балтика». В планах было присоединить газету «Санкт-Петербургские ведомости». Владельцы поставили перед ним прежде всего экономические задачи. Также был назначен заместителем директора петербургского «Радио Балтика» — коммерческой радиостанции, основного актива в холдинге. Однако 24 декабря 2004 года Ситников добровольно покинул должности.
2005—2007
Из Санкт-Петербурга Ситников вернулся в Кострому, где снова возглавил костромской филиал ВГТРК — ГТРК «Кострома». С 2005 года по 2007 год — директор костромского филиала ВГТРК.
Костромская областная дума
В сентябре 2005 года были назначены выборы в Костромскую областную думу 4 созыва. В 21 октября 2005 года костромское отделение партии «Единая Россия» выдвинуло кандидатов в депутаты Костромской областной думы. Выборы были назначены 4 декабря 2005 года, 36 депутатов избирались по смешанной системе на 5 лет. Сергей Ситников был выдвинут в составе списка «Единой России» по единому округу. 
На состоявшихся 4 декабря 2005 года выборах список «Единой России» набрал 29.99 % голосов. Партия получила по списку 7 мандатов из 18. Один из мандатов был передан Ситникову. Первое заседание областной думы 4 созыва состоялось 29 декабря 2005 года. В думе Ситников входил в комитет по регламенту и депутатской этике.
27 июня 2007 года президент России Владимир Путин наградил директора филиала ФГУП «ВГТРК» Государственная телевизионная и радиовещательная компания «Кострома» Сегея Ситникова орденом Дружбы.
Ситников сдал мандат депутата после назначения в июле 2007 года в службу Россвязьохранкультура. В сентябре 2007 года он был выведен из состава комитета областной думы по регламенту и депутатской этике. А в марте 2008 года выведен из состава временной депутатской комиссии областной думы по противодействию коррупции. Его сменил депутат Илья Викторович Лямин.

### Россвязьохранкультуры — Роскомнадзор
5 июля 2007 года председатель правительства РФ Михаил Фрадков назначил Ситникова заместителем руководителя Федеральной службы по надзору в сфере массовых коммуникаций, связи и охраны культурного наследия (Россвязьохранкультура). Руководителем Россвязьохранкультуры был Борис Боярсков. Ситников переехал в Москву. В должности заместителя руководителя Россвязьохранкультуры он отвечал за направление массовых коммуникаций, при этом газетное и телевизионное дело было ему хорошо знакомо.
12 мая 2008 года служба Россвязьохранкультура указом президента России Дмитрия Медведева была разделена на два органа: Федеральную службу по надзору в сфере связи и массовых коммуникаций (Россвязькомнадзор), оставшуюся в ведении реорганизованного Минкомсвязи, и Федеральную службу по надзору за соблюдением законодательства в области охраны культурного наследия (Росохранкультура), перешедшую к Министерству культуры. Ситников сохранил должность в Россвязькомнадзоре, с июля 2008 года — заместитель руководителя службы Россвязькомнадзор. Ситников отвечал за вопросы, связанные с массовыми коммуникациями. 
8 декабря 2008 года премьер-министр Владимир Путин назначил Ситникова руководителем Федеральной службы по надзору в сфере связи, информационных технологий и массовых коммуникаций (Роскомнадзор). Ситникову предстяло подготовить и согласовать с правительством положение о новой службе, затем сформировать её кадровый состав.
В апреле 2009 года Ситников распорядился создать единую информационно-аналитическую систему в области использования радиочастот и электронных средств массовой информации (ФАИС). Руководил работой заместитель руководителя Радиочастотного центра Центрального федерального округа Станислав Кизима. К августу 2009 года система была разработана.
В июле 2009 года Ситников назвал ряд первоочередных задач службы: снижение административной нагрузки на рынок связи и массовых коммуникаций; высвобождение незадействованных радиочастот; создание единой интегрированной информационной системы; обеспечение радиочастотным ресурсом радиоэлектронных средств в период подготовки организации и проведения зимних Олимпийских и Паралимпийских игр в Сочи в 2014 году.

## Губернатор Костромской области

### Первый срок (2012—2015)
После отставки по собственному желанию губернатора Костромской области Игоря Слюняева, случившейся 13 апреля 2012 года, был назначен временно исполняющим обязанности губернатора (и в тот же день освобождён от должности руководителя Роскомнадзора). 25 апреля того же года президент Медведев внёс в Костромскую областную думу кандидатуру Сергея Ситникова для утверждения его на пост губернатора Костромской области, и 28 апреля Ситников был единогласно утверждён губернатором на 5 лет, в тот же день вступив в должность.
В мае 2012 года в России был принят закон, возвращавший в прямые выборы глав регионов, но с применением к кандидатам муниципального фильтра. Закон вступал в силу 1 июня того же года. 

### Второй срок (2015—2020)
Губернаторские полномочия Ситникова истекали в апреля 2017 года, однако 15 мая 2015 года во время рабочей встречи с президентом России Владимиром Путиным Ситников обратился с просьбой о досрочной отставке и одновременно попросил у него разрешения участвовать в досрочных выборах. Разрешение баллотироваться было нужно, так как в иных случаях закон это запрещает ушедшему в отставку губернатору. Президент решение поддержал, разрешение дал. Президент Путин принял досрочную отставку Сергея Ситникова и назначил его временно исполняющим обязанности руководителя региона. Ситнков стал пятым за неделю губернатором, решившимся на досрочные выборы. Отмечалось, что подобное назначение делает неравными условия борьбы за пост главы региона, то есть фактически является административным ресурсом. Выборы возможно повести через 4 месяца в единый день голосования 13 сентября 2015 года.
На выборах губернатора Костромской области 13 сентября 2015 года баллотировавшийся от партии «Единая Россия» Сергей Ситников одержал победу, получив 65,62 % голосов избирателей при явке 35,76 %. 15 октября 2015 года он официально вступил в должность на следующие 5 лет.
Член Государственного совета Российской Федерации (c 22 ноября 2016 по 26 мая 2017 — член президиума). Руководитель комиссии рабочей группы Госсовета РФ по выработке эффективных механизмов современной системы долговременного ухода за пожилыми людьми.

### Третий срок (2020—2025)
В ходе Единого дня голосования в сентябре 2020 года, на выборах губернатора Костромской области, Сергей Константинович набрав 64,65 % голосов при явке 31,98 % от общего числа зарегистрированных избирателей, опередил всех своих оппонентов, одержал победу и продолжил работать в должности руководителя региона.

## Общественная деятельность
Сергей Ситников занимает пост председателя Попечительского совета Костромского областного отделения Русского географического общества.

## Классный чин
- Действительный государственный советник Российской Федерации II класса (2012)[37]

## Награды
- Орден «За заслуги перед Отечеством» III степени (2022)[37]
- Орден «За заслуги перед Отечеством» IV степени (2018) — за большой вклад в социально-экономическое развитие региона и многолетнюю добросовестную работу[38]
- Орден Дружбы (2007) — за большой вклад в развитие отечественного телевидения и многолетнюю плодотворную работу[39]
- Медаль ордена «За заслуги перед Отечеством» I степени (2010)[37]
- Медаль ордена «За заслуги перед Отечеством» II степени (1998) — за заслуги перед государством, многолетний добросовестный труд и большой вклад в укрепление дружбы и сотрудничества между народами[40]
- Почётная грамота Президента Российской Федерации (2022)[37]
- Благодарность Президента Российской Федерации (2020)
- Благодарность Президента Российской Федерации (2 февраля 2013) — за многолетнюю добросовестную работу[37]

### Негосударственные награды
- Орден «Алгыс» (2014, Православная Церковь Казахстана)[41]

## Личная жизнь
Женат. Супруга, Марина Васильевна, работает врачом в государственной системе здравоохранения Костромской области.
Сын Константин окончил факультет естествознания Костромского государственного университета им. Н. А. Некрасова по специальности «биология», до декабря 2017 года работал директором Музея природы Костромской области. В настоящее время — вице-президент благотворительного фонда «Будущее сейчас».
У Сергея Константиновича есть внук Сергей (родился в 2012 году) и внучка Надежда (родилась в 2019 году). Сергей Ситников, его сын, внук и внучка родились в городском роддоме Костромы.

### Увлечения
В детстве мечтал о собственной лошади. Раньше увлекался рыбалкой и охотой, в связи с деятельностью губернатора не имеет на это времени. С удовольствием водит автомобиль. Отпуск предпочитает проводить в России.

## Санкции
24 февраля 2023 года Госдепом США Ситников включён в санкционный список лиц причастных к «осуществлению российских операций и агрессии в отношении Украины, а также к незаконному управлению оккупированными украинскими территориями в интересах РФ», в частности за «призыв граждан на войну в Украине».
1 апреля 2023 года внесён в санкционный список Украины как «глава государственного органа, осуществлявший поддержку/поощрение/публичное одобрение политики РФ, направленной на проведение военных действия и геноцид гражданского населения в Украине».

## Отношение к интернет-СМИ
В конце 2009 года широкий резонанс вызвало заявление Ситникова, в котором он возложил на интернет-СМИ ответственность за комментарии читателей: 
«Если редакция не хочет осложнений с надзорными органами, то должна модерировать свой форум». 
Уже в июне 2010 года Ситников своим приказом утвердил порядок модерирования противоправных комментариев на сайтах интернет-СМИ. В соответствии с ним, Роскомнадзор в случае установления факта публикации комментариев читателей интернет-изданий «с признаками злоупотребления свободой массовой информации» должно было направить в адрес СМИ обращение в электронном виде с предложением в течение суток удалить с сайта противоправные комментарии либо отредактировать их. В декабре 2020 года Президент России Владимир Путин призвал распространить морально-этические нормы на интернет в тех же объёмах, в которых они распространяются и в других сферах.
«На интернет должны распространяться все те же правила, которые применяются и применялись до сих пор. Я имею в виду, прежде всего, нормативную базу и морально-этические нормы, которые все человечество выработало на протяжении тысячелетий. Да, это новая сфера, новый вид деятельности, новые системы, но и так они должны применяться в таком же объеме, как и в других сферах», — сказал Путин в ходе дискуссии «Искусственный интеллект — главная технология XXI века».
Через десять лет решение Сергея Ситникова об ответственности за злоупотребление свободой массовой информации в интернете фактически стало нормой профессиональной этики.

## Публикации
- Ситников С. К. Государственная поддержка деятельности детских и молодежных организаций // Психолого-педагогические проблемы подготовки организаторов и лидеров детских и юношеских объединений. — Кострома, 1994 — с.12-15